# Приключенията на Роки и Булуинкъл
„Приключенията на Роки и Булуинкъл“ е американски компютърно-анимационен филм на „Universal“ от 2000 година. Във филма участват анимирани животни и живи актьори. Базиран е по шоуто „Роки и Булуинкъл“.

## Сюжет
През 60-те години на 20 век шоуто на Роки катерицата (озвучен от Джун Форей) и Булуинкъл лосът (озвучен от Кийт Скот) е спряно. След време техните врагове Борис, Наташа и Безстрашния успяват да нахлуят в истинския свят. Сега задачата е в ръцете на Керън Симпатия. Тя трябва да доведе Роки и Булуинкъл в реалността и да спрат тримата злодеи преди да е станало късно.

## Дублажи
Филмът има два войсоувър дублажа на български.
Първият е на студио Александра Аудио. Ролите се озвучават от артистите Даниела Йорданова, Христина Ибришимова, Георги Спасов и Веселин Ранков.
Вторият е на Арс Диджитал Студио. Ролите се озвучават от артистите Татяна Захова, Нина Гавазова, Тодор Николов, Александър Воронов и Васил Бинев.